# Michael S. Steele
Michael Stephen Steele (19 de octubre de 1958) fue presidente del Comité Nacional Republicano de los Estados Unidos de América (2009-2011). Es el primer afroamericano en alcanzar esta posición. Anteriormente, Steele se desempeñaba como presidente del Comité Político del Partido Republicano (GOPAC), y como socio de la firma Dewey & LeBoeuf (abogados). Fue vicegobernador del Estado de Maryland entre 2003 y 2007.
Steele alcanzó prominencia debido a su oratoria y su exitosa trayectoria conservadora.
Fue elegido presidente del Partido Republicano en enero de 2009.